# Stosunki polsko-bośniackie

Bośnia i Hercegowina oraz Polska

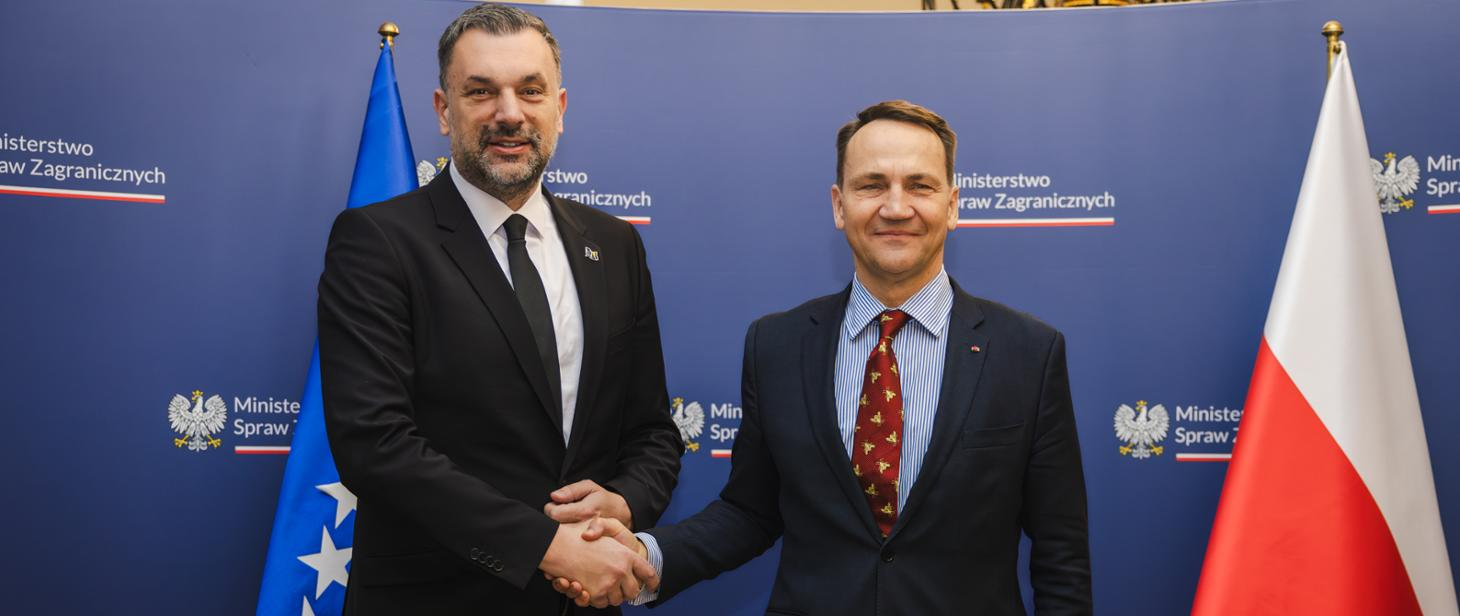
Ministrowie spraw zagranicznych RP Radosław Sikorski oraz BiH Elmedin Konaković w Warszawie (2024)

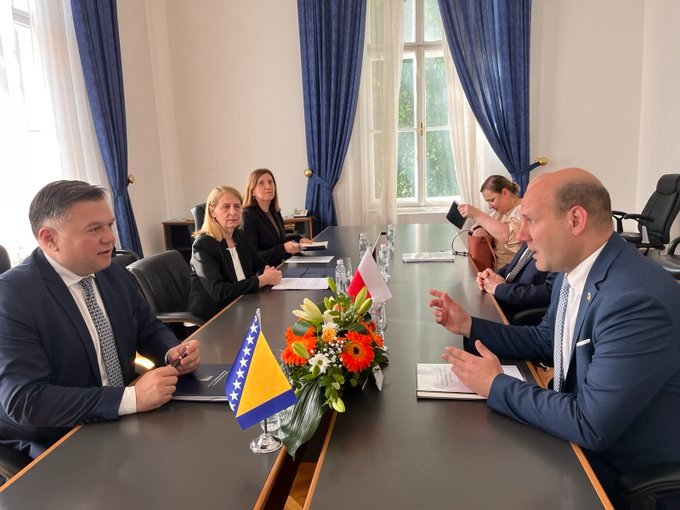
Konsultacje wiceministrów spraw zagranicznych BiH Josip Brkić oraz Polski Szymona Szynkowskiego vel Sęka w Sarajewie (2022)

Stosunki polsko-bośniackie – wzajemne relacje między Polską a Bośnią i Hercegowiną.

## Stosunki polityczno-wojskowe
Rzeczpospolita Polska uznała niepodległość Bośni i Hercegowiny 30 kwietnia 1992. Stosunki dyplomatyczne pomiędzy nimi nawiązane zostały 22 grudnia 1995. Początkowo na BiH akredytowany był ambasador rezydujący w Lublanie. Wiosną 1999 utworzono Konsulat Generalny RP w Sarajewie. Ambasadę RP w Sarajewie ustanowiono 23 maja 2001. Ambasada BiH w Warszawie rozpoczęła działalność 18 kwietnia 2006, wcześniej na Polskę akredytowany był ambasador rezydujący w Berlinie. Oba państwa uznały, że w ramach sukcesji prawnej obowiązywać będzie między nimi kilka umów zawartych jeszcze przez Polską Rzeczpospolitą Ludową i Socjalistyczną Federacyjną Republiką Jugosławii. W 2022 utworzono w Mostarze konsulat kierowany przez konsula honorowego Huseina Oručevicia.
Spośród polskich polityków wizyty w Bośni i Hercegowinie złożyli, m.in.: prezydent Aleksander Kwaśniewski z ministrem Bronisławem Geremkiem (w ramach szczytu w Sarajewie Paktu Stabilności dla Europy Południowo-Wschodniej, 1999), Andrzej Duda wraz z ministrem obrony narodowej Mariuszem Błaszczakiem (2019), ministrowie spraw zagranicznych Dariusz Rosati (1996), Bronisław Geremek (jako przewodniczący OBWE, 1998), Radosław Sikorski (2011) i Zbigniew Rau (jako przewodniczący OBWE, 2022). Z kolei spośród polityków BiH w Polsce przebywali, m.in.: przewodniczący Prezydium BiH Željko Komšić (2007), członek Prezydium BiH Milorad Dodik (2021), premier BiH Denis Zvizdić (w ramach szczytu Procesu Berlińskiego w Poznaniu, 2019), ministrowie spraw zagranicznych Mladen Ivanić (2006), Igor Crnadak (2016) oraz Elmedin Konaković (2024).
Od 1996 w BiH stacjonuje Polski Kontyngent Wojskowy w Bośni i Hercegowinie, początkowo w ramach NATO-wskich sił SFOR, a od 2004 w ramach unijnej misji EUFOR Althea. Do głównych zadań PKW należy: szkolenie i budowa zdolności wojskowych Sił Zbrojnych BiH, monitorowanie sytuacji bezpieczeństwa, współpraca z przedstawicielami władz samorządowych, instytucji publicznych i organizacji pozarządowych.

## Stosunki gospodarcze
Obroty handlowe między Polską a BiH w okresie styczeń–listopad 2022 miały wartość 487 mln euro (eksport z Polski – 324 mln euro, import – 163 mln euro). Za cały 2021 wyniosły 401 mln euro (eksport z Polski – 283 mln euro, import – 118 mln euro). W 2020 miały wartość 277,5 mln euro (eksport z Polski – 188,5 mln euro, import – 89 mln euro), a w 2019 – 319,4 mln euro (eksport z Polski – 239,6 mln euro, import – 79,7 mln euro). Polskie inwestycje w BiH na koniec 2019 wyniosły 24,6 mln euro.
30 maja 2022 utworzono bezpośrednie połączenie lotnicze Warszawa-Sarajewo obsługiwane przez Polskie Linie Lotnicze LOT.

## Polonia i Polacy oraz język polski w Bośni i Hercegowinie

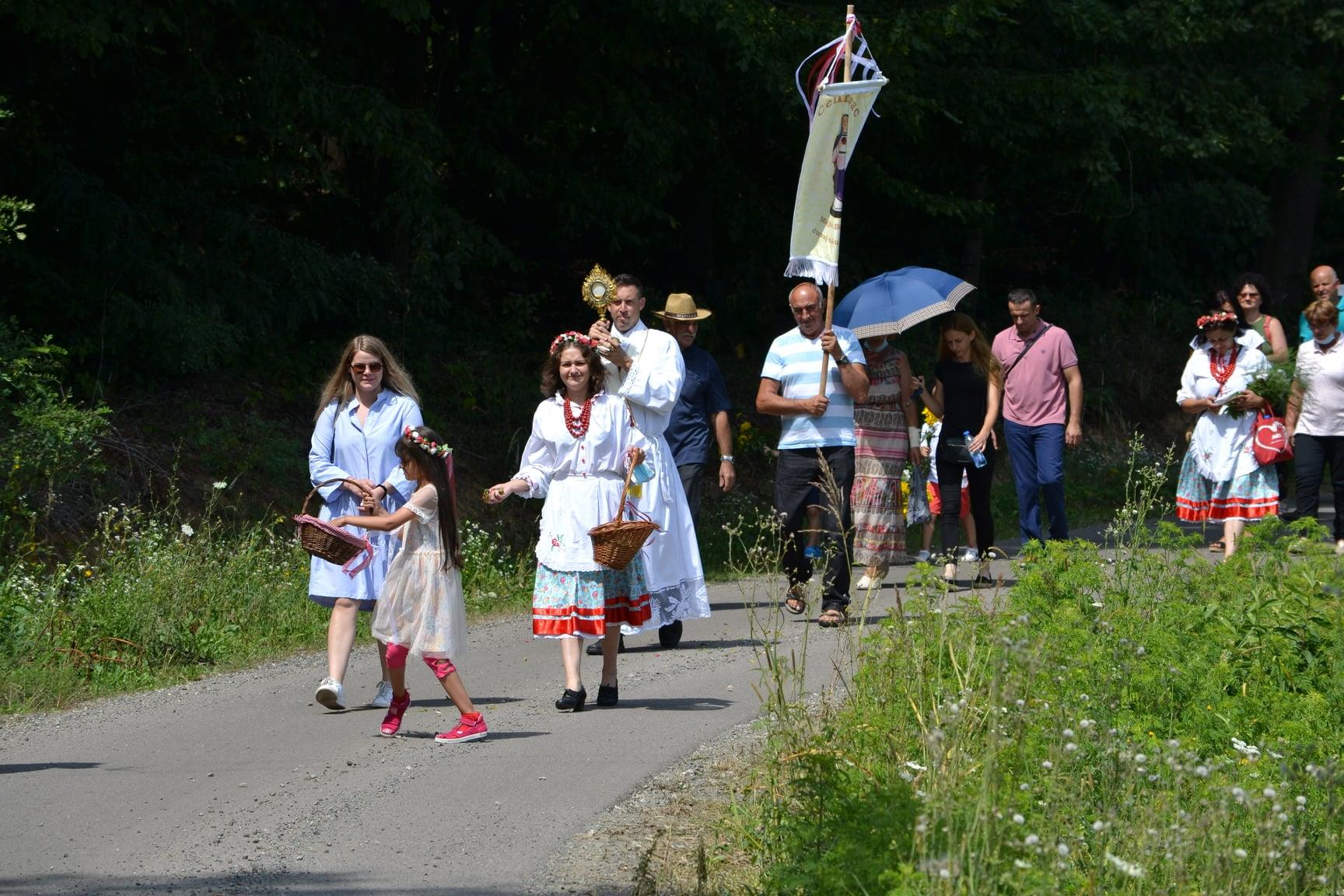
Procesja podczas X festiwalu polonijnego Pirogijada w Čelinovacu (2020)

Liczba obywateli RP mieszkająca w BiH szacowana jest na ok. 300 osób. Także na 300 osób szacowana jest liczebność Polonii w BiH; są to potomkowie ludności przesiedlonej pod koniec XIX wieku z Galicji. Są oni skupieni w stowarzyszeniach polonijnych w: Banja Luce, Gradišce, Prnjavorze i Sarajewie.
Na początku lat 90. w ramach Wydziału Filozoficznego Uniwersytetu w Sarajewie utworzono Katedrę Języka Polskiego i Literatury. W jej powstanie, oprócz miejscowej kadry (m.in. Nenad Vuković, Orhan Wasilewski), zaangażowani byli także slawiści z uniwersytetów w Zagrzebiu i Belgradzie, np. Zdravko Malić, Gordana Jovanović. Ze względu na wybuch wojny w 1992 Katedra zakończyła działalność. W 2020 na Uniwersytecie w Sarajewie przywrócono lektorat języka polskiego.